# Irineu de Almeida
Irineu Gomes de Almeida (* 1873 in Rio de Janeiro; † 1916 ebenda), auch Irineu Batina genannt, war ein brasilianischer Musiker und Komponist. Er spielte Ophikleide, Posaune sowie Euphonium und zählt zu den bedeutenden Musikern des Choro um die Jahrhundertwende.

## Leben
Irineu de Almeida war Mitglied der Banda do Corpo de Bombeiros seit der Gründung im Jahr 1896, unter der Leitung von Anacleto de Medeiros. In den folgenden Jahren traf er mit bekannten Musikern wie Quincas Laranjeiras, Heitor Villa-Lobos, João Pernambuco und Sátiro Bilhar zusammen.
Im Jahr 1906 hatte er einen ersten Erfolg mit der Komposition Os olhos d'Ella, einem Xote, der mit der Gruppe Banda da Casa Edson für die Schallplattenfirma Odeon aufgenommen wurde. 1911 wurde er der Lehrer von Pixinguinha, mit dessen Vater er befreundet war. Seit 1913 war er Mitglied der Gruppe Choro Carioca, nahm an weiteren Schallplattenaufnahmen, unter anderem mit Pixinguinha teil und schrieb weitere erfolgreiche Stücke. Besondere Bedeutung erlangte er durch seine Fähigkeit, kontrapunktische Linien in der Choro-Musik zu spielen.
Insgesamt sind über 30 gedruckte Kompositionen von Irineu de Almeida überliefert.

## Werkauswahl
- Aí, Morcego
- Avenida beira-mar
- Dainéia (mit Catulo da Paixão Cearense)
- Nininha
- Os olhos d'Ella
- Qualquer cousa
- São João debaixo d'água